# Giuseppe Saracco
Pour l’article homonyme, voir Gaetano Saracco.
Giuseppe Saracco (6 octobre 1821, Bistagno - 9 janvier 1907, Bistagno) est un homme d'État italien, président du Conseil italien de 1900 à 1901 et Président du Sénat italien de 1898 à 1904.

## Distinctions
Giuseppe Saracco est décoré de l'ordre suprême de la Très Sainte Annonciade en 1898.